# 패미클론
패미클론(Famiclone)은 비디오 게임에서 패밀리 컴퓨터(NES)의 하드웨어 복제품을 가리키는 용어이다. NES 및 패밀리 컴퓨터용으로 설계된 게임을 재생하고 작동하도록 설계되었다. 1980년대 후반 NES의 인기가 최고조에 달했던 이후 수백 개의 승인되지 않은 클론과 라이선스가 없는 게임 복사본이 만들어졌다. 이러한 클론에 사용된 기술은 수년에 걸쳐 발전해 왔다. 맞춤형 또는 타사 집적 회로(IC), 최신(1996년 이후) 클론은 원래 하드웨어의 기능을 시뮬레이션하고 종종 하나 이상의 온보드를 포함하는 맞춤형 ASIC과 함께 단일 칩 설계를 활용한다. 대부분의 장치는 중화인민공화국과 대만에서 생산되며 덜 일반적으로 한국에서 생산된다.
구 동구권, 구소련 국가(특히 러시아), 남미, 다양한 아시아 국가, 중동 국가 및 아프리카와 같은 일부 지역에서는 이러한 시스템이 때때로 공식 닌텐도 하드웨어와 나란히 발견될 수 있었지만 복제품은 더 저렴하고 소프트웨어의 가용성이 더 넓어졌기 때문에 이러한 복제품은 사용 가능한 가장 쉬운 콘솔 게임 시스템이었다. 다른 곳에서는 이러한 시스템이 신속한 법적 조치를 촉발하는 경우가 많았다. 이러한 초기 시스템 중 다수는 기능뿐만 아니라 외관에서도 NES 또는 패미컴과 유사했으며 종종 닌텐도 브랜드 대신 새로운 이름과 로고만 표시하는 경우가 있었다. 대조적으로, 이전 유고슬라비아에서 NES 클론은 시각적으로 세가 로고가 포함된 메가 드라이브와 유사했다.

## 같이 보기
- 폴리스테이션
- 비디오 게임 콘솔 에뮬레이터